# 葡萄牙王太子

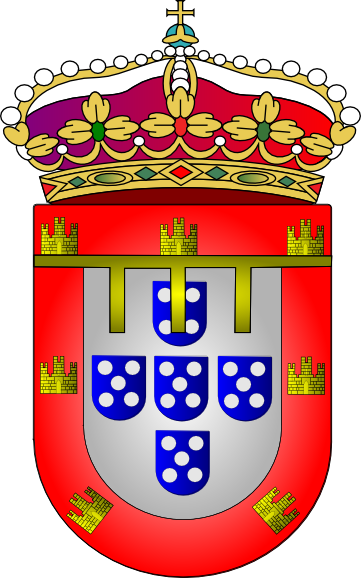
葡萄牙王太子盾徽

葡萄牙王太子（葡萄牙語：Príncipe Real de Portugal），正式称谓为葡萄牙和阿尔加维王太子（Príncipe Real de Portugal e dos Algarves），是授予葡萄牙王位法定或推定继承人的官方头衔。
1815年，时任葡萄牙女王玛丽亚一世摄政的若昂六世将巴西殖民地提升为王国，建立葡萄牙-巴西-阿尔加维联合王国。于是，若昂六世以葡萄牙王储的身份获得了“葡萄牙、巴西和阿尔加维王太子”的尊号。
1825年巴西独立，该头衔变为“葡萄牙和阿尔加维王太子”。1910年葡萄牙爆发10月5日革命，废除君主制，末任国王曼努埃尔二世死后，该头衔暂时冻结。